# حود الدابة (حبيش)

تعديل مصدري - تعديل

حود الدابة محلة تابعة لقرية النسائي، التابعة لعزلة شباع بمديرية حبيش إحدى مديريات محافظة إب في الجمهورية اليمنية، بلغ تعداد سكانها 20 حسب تعداد اليمن لعام 2004.